# Runenstein von Transjö

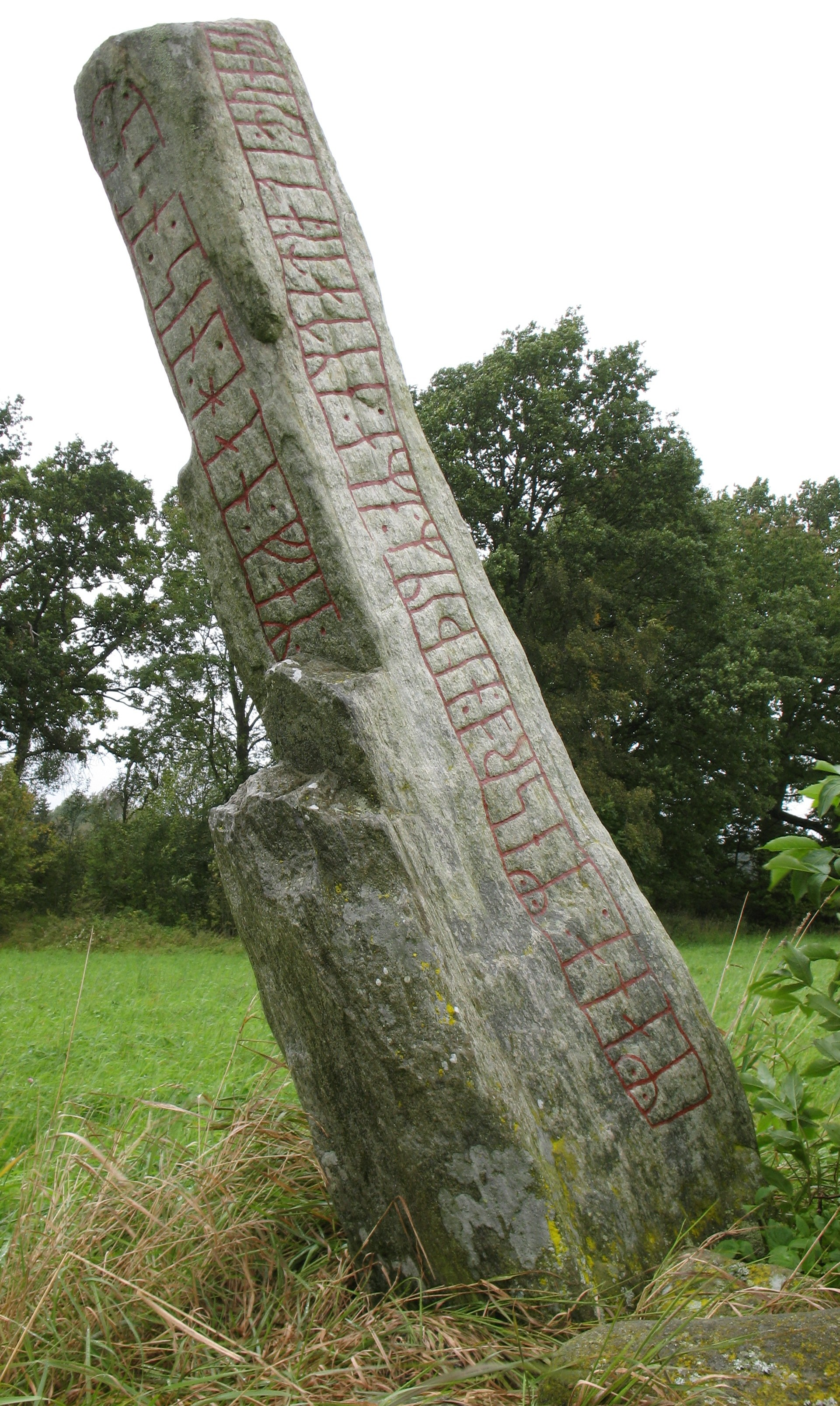
Runenstein von Transjö

Der Runenstein von Transjö (Sm 5) in der Gemeinde Alvesta in Kronobergs län in Småland in Schweden ist ein teilweise naturbelassener, schlanker Runenstein. Er steht am Feldrand etwa 40 m nördlich der Straße Dalbogården in Transjö. 
Die Runen sind insofern ungewöhnlich, als die m-Rune gepunktet ist und die k-Rune nach links statt nach rechts gewendet ist. Es ist einer der Steine im (älteren) RAK-Stil (980–1015 n. Chr.) und gehört zu den 30 so genannten England-Runensteinen. RAK-Steine haben kein Schlangendesign, ihre Runenbänder enden gerade. Andere Beispiele sind Karlevi und Rök.

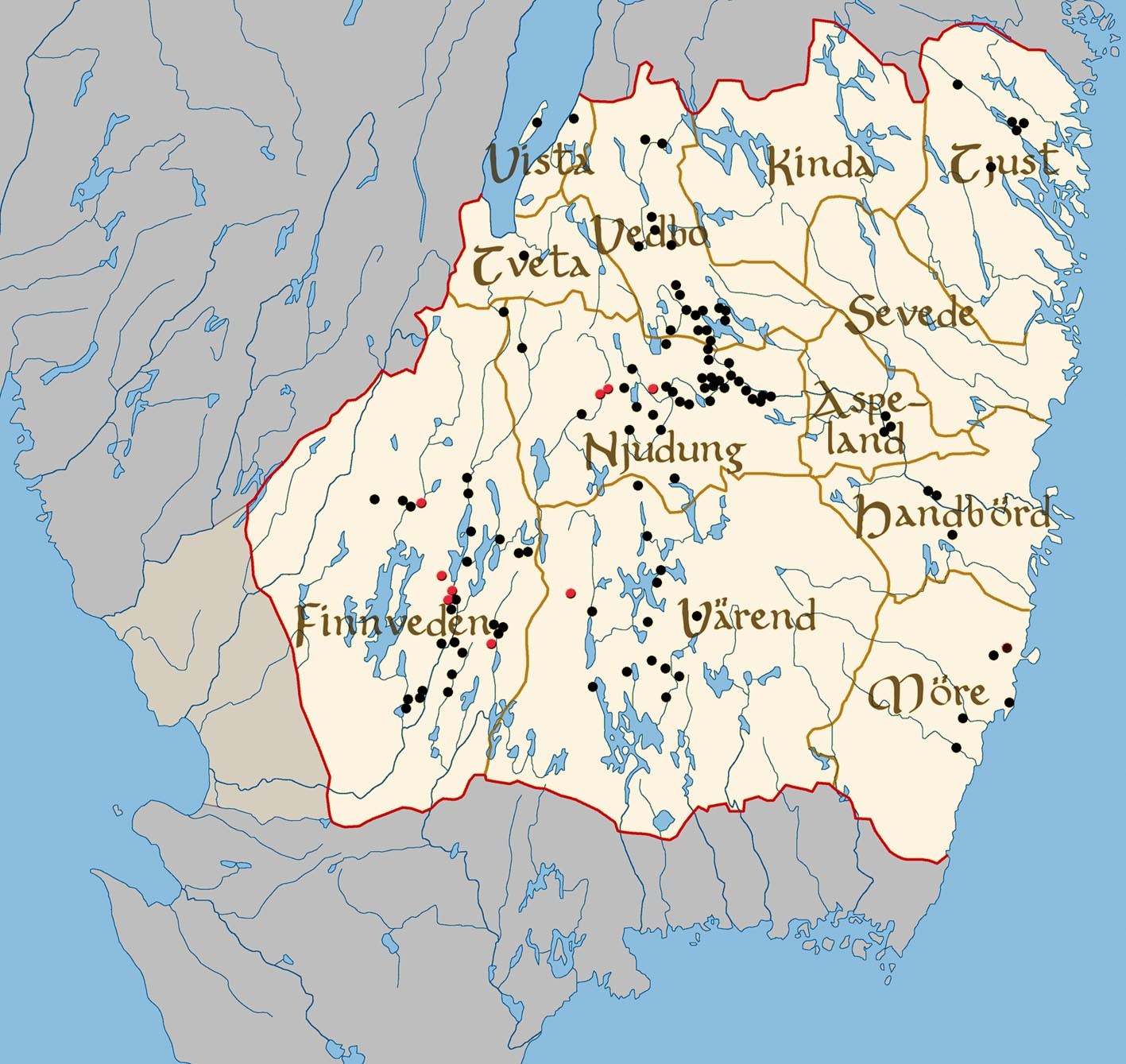
Runensteine in Småland

Der Stein wurde in Erinnerung an einen Sohn namens Ketill errichtet, der in England starb und als óníðingr beschrieben wurde. Óníðingr, mit dem o-Präfix bedeutet das Gegenteil vom altnordischen pejorativ níðingr und wurde verwendet, um einen Mann als tugendhaft zu beschreiben. Es wird als Begriff bei den Inschriften Sö 189 in Åkerby, Sm 37 in Rörbro, Sm 147 in Västra Ed und DR 68 oder Århus 6 in Århus verwendet und erscheint als Name oder Namensteil in den Inschriften ÖG 77 in Hovgården, ÖG 217 in Oppeby, Sm 2 in Aringsås und Sm 131 in Hjortholmen. Die Texte auf Sm 37 und Og  77 verwenden den gleichen Begriff und DR 68 verwendet eine Variante der Phrase.
Der Text lautet: Gautr setzte diesen Stein zum Gedenken an seinen Sohn Ketill. Er war der tugendhafteste Mensch, der sein Leben in England verlor.